# Acustica architettonica
L'acustica architettonica è quella disciplina dell'acustica che tratta della produzione, propagazione e ricezione del suono all'interno degli ambienti chiusi.

## Calcolo
La frazione di energia sonora che viene assorbita (e al limite trasmessa oltre) da una parete indica il coefficiente di assorbimento acustico (apparente): può andare da 0,01 a 1 (completo assorbimento). Questi i coefficienti di assorbimento di alcuni materiali, considerando una gamma di frequenze da 100 a 4000 Hz:
- Marmo o ceramica: da 0,01 a 0,02
- Cemento: da 0,01 a 0,03
- Vetro in lastra: da 0,02 a 0,18
- Intonaco su assi di legno: da 0,04 a 0,30
- Perlinato: da 0,09 a 0,60
- Tappeto su cemento: da 0,02 a 0,65
- Mattoni forati su cemento: da 0,14 a 0,76
- Mattoni forati su telaio metallico: da 0,48 a 0,75

Se moltiplicato per l'area della parete, il coefficiente di assorbimento genera il potere fonoassorbente della struttura, misurato in m2 di finestra aperta, Unità assorbenti totali, o meglio ancora in Sabine o Unità Sabine (dal cognome del fisico Wallace Clement Sabine, che per primo compì studi sulla materia e che formulò la cosiddetta teoria di Sabine. Nel caso di più pareti con diversi coefficienti, si utilizza la media pesata:
{\displaystyle \alpha _{m}=\sum {\frac {\alpha _{i}S_{i}}{S}}}
Si sottolinea che il coefficiente è fortemente dipendente dalla frequenza del suono incidente. A volte si utilizza il Noise Reduction Coefficient (NRC), la media pesata del coefficiente a diverse frequenze, ma ciò è accettabile solo in prima approssimazione. Spesso una stanza è caratterizzata dalla costante d'ambiente {\displaystyle R={\frac {\alpha S}{1-\alpha }}}.
Si consideri la formula:
{\displaystyle L_{p}=L_{W}+10\log \left({\frac {Q}{4\pi r^{2}}}+{\frac {4}{R}}\right)}
Essa è utilizzata per la misurazione del livello di potenza sonora emesso dalle macchine industriali, in quanto da una misurazione di pressione si giunge a un valore di potenza. Oppure, conoscendo la potenza emessa dalla macchina, permette di prevedere il livello di pressione, una volta posizionata la macchina in un dato ambiente caratterizzato da fattore di direzionalità Q e costante d'ambiente R.
Studiando l'andamento del livello di pressione in funzione della distanza, si può vedere come la componente diretta del rumore assume sempre meno importanza, rispetto alla componente riflessa, man mano che ci si allontana dalla fonte; è addirittura possibile calcolare una distanza limite, oltre la quale la componente diretta risulta trascurabile. Ovviamente in questa valutazione assume un peso rilevante il potere fonoassorbente delle pareti: al diminuire di questo, la componente riflessa cresce.